# Coppa Haifeng
La Coppa Haifeng (海峰盃職業圍棋賽T, Hǎifēng bēi zhíyè wéiqí sàiP, «Torneo professionale di Go della Coppa Haifeng») è una competizione goistica professionistica taiwanese. Prende il nome dall'associazione Haifong Qiyuan, che la organizza, che a sua volta prende il nome dal suo presidente onorario, Lin Haifeng, anche noto come Rin Kaiho.
Alla competizione partecipano 64 goisti che si affrontano in un torneo a eliminazione diretta, con finale al meglio delle tre partite.
Il montepremi, inizialmente di 500.000 NT$ per il vincitore e di 200.000 per il finalista, dal 2013 è stato portato a 600.000 per il vincitore e 240.000 per il finalista.

## Albo d'oro
| Edizione | Anno | Vincitore     | Risultato | Finalista     |
| -------- | ---- | ------------- | --------- | ------------- |
| 1        | 2009 | Lin Zhihan    | 2-1       | Chen Shien    |
| 2        | 2010 | Xiao Zhenghao | 2-0       | Lin Zhihan    |
| 3        | 2011 | Lin Zhihan    | 2-0       | Zhou Junxun   |
| 4        | 2012 | Chen Shien    | 2-0       | Wang Yuanjun  |
| 5        | 2013 | Wang Yuanjun  | 2-1       | Xiao Zhenghao |
| 6        | 2014 | Yang Bowei    | 2-1       | Chen Shiyuan  |
| 7        | 2015 | Chen Shiyuan  | 2-0       | Wang Yuanjun  |
| 8        | 2016 | Xiao Zhenghao | 2-1       | Jian Jingting |
| 9        | 2017 | Chen Shiyuan  | 2-0       | Wang Yuanjun  |
| 10       | 2018 | Xu Haohong    | 2-0       | Jian Jingting |
| 11       | 2019 | Xu Haohong    | 2-1       | Wang Yuanjun  |
| 12       | 2020 | Lai Junfu     | 2-0       | Lin Junyan    |
| 13       | 2021 | Xu Haohong    | 2-0       | Jian Jingting |
| 14       | 2022 | Xu Haohong    | 2-0       | Lin Junyan    |
| 15       | 2023 | Wang Yuanjun  | 2-0       | Xu Jingen     |
| 16       | 2024 | Xu Haohong    | 2-0       | Xu Jingen     |
| 17       | 2025 | Lin Junyan    | 2-1       | Xu Jingen     |